# Empire March
Empire March is een compositie van de Britse componist Montague Phillips.
Phillips was gespecialiseerd in liederen en lichte muziek vooral gedurende het interbellum, maar ook gedurende de Tweede Wereldoorlog werd zijn muziek nog gespeeld en dan met name op de Proms. De lichte muziek van Phillips zit goed gestructureerd in elkaar en het is dan ook niet opvallend dat Phillips ook een typische Engelse mars kon componeren. Deze Empire March, speciaal gecomponeerd voor de Proms van 1942, die toen voor het eerst in de Royal Albert Hall werd gehouden, is vergelijkbaar met muziek van Edward Elgar. De mars begint met een pittige introductie, vervolgens een sectie die zeer breed gespeeld wordt, de introductie komt terug; het tweede thema wordt nog eens in volle glorie gespeeld en wordt daarbij ondersteund door het orgel. Een coda vormt de afsluiting.
De eerste uitvoering was toebedeeld aan het BBC Symphony Orchestra onder leiding van Henry Wood.

## Orkestratie
- 2 dwarsfluiten waaronder een piccolo, 2 hobo's, 2 klarinetten, 2 fagotten
- 4 hoorns, 3 trompetten, 3 trombones, 1 tuba;
- pauken, percussie
- violen, altviolen, celli en contrabassen.

## Discografie
- Uitgave Dutton: BBC Concert Orchestra o.l.v. Gavin Sutherland